# Tribadismo

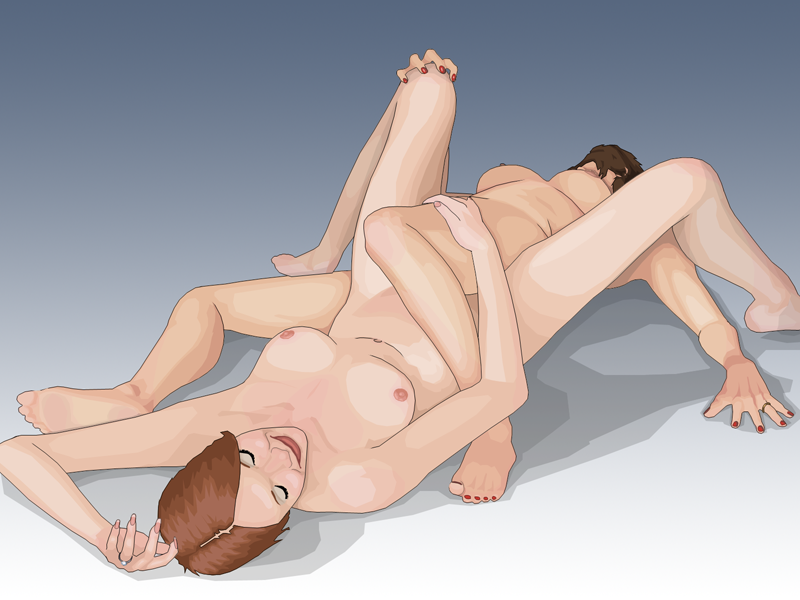

Tribadismo é uma forma de praticar o ato sexual lésbico.  Termo de origem grega para designar frotação ou esfregação, do vocábulo tríbade. É o ato de roçar ou esfregar a genitália na genitália da parceira ou outra parte do corpo. É popularmente conhecido como tesouras ou tesourinha.